# 구글 해킹
구글 해킹(Google hacking)은 웹 사이트가 사용하는 구성과 컴퓨터 코드에 보안 구멍을 찾기 위해 Google 검색 및 기타 Google 응용 프로그램을 사용하는 컴퓨터 해킹 기술이다. 공격자는 개인정보 등 손쉽게 취약점을 찾을 수 있다. 구글해킹의 구글봇이 수집하는 데이터를 서버에 캐시상태로 저장하기 때문에, 해당 사이트가 삭제되거나 한 후에도 오랜 시간이 지나기 전엔 검색결과에 노출되기 때문에 이전 페이지가 그대로 노출 될 수 있으며, 이 데이터를 모으면 손쉽게 취약점을 찾을 수 있다.

## 일반적인 공격방법

### 따옴표(" ")
따옴표를 이용하면 여러개 단어를 묶어서 검색할 수 있다.
예를 들어, korean wikipedia라고 검색을 하면 something korean something wikipedia로 검색이 되지만 "korean wikipedia"로 검색을 하면 something korean wikipedia something으로 검색을 못한다.

### filetype
filetype을 이용하면 특정 파일타입만 검색할 수 있다.
예를 들어 wikipedia filetype:pdf라고 검색을 하면 wikipedia를 담은 pdf 파일만 구글에 검색된다.
특정한 파일을 찾을 때 유용하다.

### site
site를 이용하면 특정 사이트 내에서만 검색할 수 있다.
예를 들어 구글해킹 site:wikipedia.org라고 검색하면 wikipedia.org내의 구글해킹만 검색결과로 나온다.

### intitle, alltitle
intitle, alltitle을 이용하면, 타이틀에 키워드가 있는 사이트에서만 검색이 가능하다
intitle은 부분만 일치해도 되지만, alltitle은 모든 키워드가 일치하는 사이트만 표시한다.
intitle을 이용한 공격중에 가장 흔한 공격은, 디렉토리 리스팅인데 intitle:"index of"라고 검색하면 디렉토리 리스팅 취약점이 있는 사이트가 뜬다.

### inurl
inurl은 url에 키워드가 존재하는 사이트 내에서의 검색결과만을 보여준다.

### intext
intext:키워드를 입력하면 본문에 키워드가 존재하는 사이트를 검색하여 보여준다.

## 보안방법
여러 가지 보안방법이 있지만 두가지 보안방법을 열거하자면, 구글에 데이터 삭제 요청을 할 수 있다. 삭제 요청 사이트
혹은 웹서버 루트디렉토리의 robots.txt를 설정하여 검색엔진의 크롤링을 막을 수 있다.